# Aleochara peeziana
Aleochara peeziana är en skalbaggsart som beskrevs av Lohse 1961. Aleochara peeziana ingår i släktet Aleochara, och familjen kortvingar. Enligt den finländska rödlistan är arten nära hotad i Finland. Arten är reproducerande i Sverige. Artens livsmiljö är torra gräsmarker.